# ボロトベク・ノゴイバエフ
ボロトベク・ノゴイバエフ（ロシア語: Болотбек Ногойбаев, ラテン文字転写: Bolotbek Nogoybaev、1955年11月10日 - ）は、キルギス共和国の政治家、内務官僚。元内務相（在職：2007年 - 2008年）。民警少将。

## 経歴
チュイ州パンフィーロフスキー地区テリマン村出身。キルギス人。1973年～1975年、ソビエト軍に勤務。
- 1976年～1985年 – ソ連内務省の民警官、班長、刑事捜索課監察官、監察長、刑事捜索班長、ピシュペク駅内務課副課長
- 1985年～1987年 – ソ連内務省アカデミーの聴講生
- 1987年～1990年 – ソ連内務省ピシュペク駅戦列内務課長
- 1990年～1995年 – ビシュケク市スヴェルドロフスキー地区内務課長
- 1995年～1996年 – タラス州内務局副局長
- 1996年～1998年 – 内務省刑事捜索局長
- 1998年～1999年 – オシ州内務局長
- 1999年7月28日～2001年1月11日 – 内務次官
- 2001年～2002年 – 内務省刑事捜索総局長
- 2002年11月～2005年 – 内務次官
- 2005年2月1日～2005年8月19日 – キルギス共和国安全保障会議主任監察官
- 2005年8月19日～2007年2月6日 - 麻薬監督局長官
- 2007年2月6日～2008年1月14日 - 内務相

2008年8月28日、麻薬監督局長官に任命。

## パーソナル
妻帯。妻のマリヤは、法学・経済学者。2男1女、4人の孫を有する。長男のアイダルは、キルギス国立大学とロシア内務省アカデミーを卒業し、少佐まで昇進。リベリアとコソヴォの国連平和維持軍に参加。
法学科学準博士。